# Satz von Lester

X3 = Umkreismittelpunkt, X5 = Mittelpunkt des Feuerbachkreises, X13 = erster Fermatpunkt, X14 = zweiter Fermatpunkt.

Der Satz von Lester, benannt nach June Lester, ist eine Aussage der ebenen euklidischen Geometrie, wonach in einem beliebigen, nicht gleichschenkligen Dreieck die beiden Fermat-Punkte, der Mittelpunkt des Feuerbach-Kreises und der Umkreismittelpunkt konzyklisch sind, also auf einem Kreis liegen.
Der Mittelpunkt des genannten Kreises hat die Kimberling-Nummer X(1116) und die baryzentrischen Koordinaten:
{\displaystyle (b^{2}-c^{2})(2(a^{2}-b^{2})(c^{2}-a^{2})+3R^{2}(2a^{2}-b^{2}-c^{2})-a^{2}(a^{2}+b^{2}+c^{2})+a^{4}+b^{4}+c^{4})\,}
{\displaystyle (c^{2}-a^{2})(2(b^{2}-c^{2})(a^{2}-b^{2})+3R^{2}(2b^{2}-a^{2}-c^{2})-b^{2}(a^{2}+b^{2}+c^{2})+a^{4}+b^{4}+c^{4})\,}
{\displaystyle (a^{2}-b^{2})(2(c^{2}-a^{2})(b^{2}-c^{2})+3R^{2}(2c^{2}-b^{2}-a^{2})-c^{2}(a^{2}+b^{2}+c^{2})+a^{4}+b^{4}+c^{4})\,}